# Sonja Zimmermann

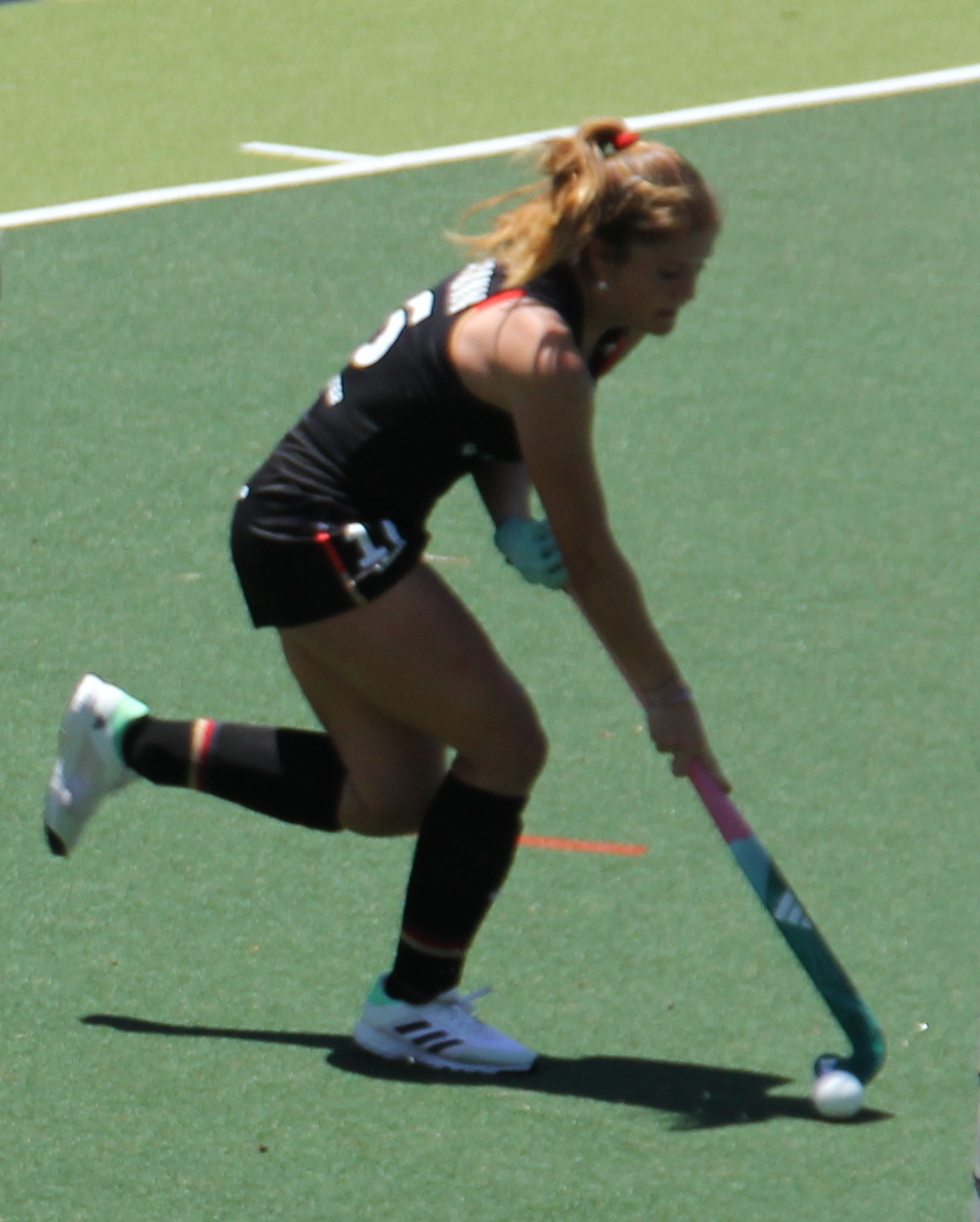
Sonja Zimmermann (202)

Sonja Ursula Yvonne Zimmermann (* 15. Juni 1999 in Grünstadt) ist eine deutsche Hockeyspielerin, die 2019 und 2021 Europameisterschaftszweite war.

## Sportliche Karriere
Die Abwehrspielerin spielte beim Mannheimer HC, mit dem sie 2017 den Hallen-Europapokal gewann. Im September 2022 wechselte sie zum HC Bloemendaal in den Niederlanden. 
Von 2014 bis 2018 nahm sie an 48 Länderspielen in den verschiedenen Altersklassen im Juniorinnen-Bereich teil. Ihre größten Erfolge waren zweite Plätze bei den U18-Europameisterschaften 2015 und 2016.
2019 debütierte sie in der Nationalmannschaft. Bei der Europameisterschaft 2019 in Antwerpen belegten die deutschen Damen in der Vorrunde den zweiten Platz hinter den Engländerinnen, das Spiel zwischen den beiden Mannschaften endete 1:1. Im Halbfinale schlugen die Deutschen die Spanierinnen mit 3:2, im Finale unterlagen sie den Niederländerinnen mit 0:2. 2021 fand die Europameisterschaft in Amstelveen statt. Die deutsche Mannschaft gewann ihre Vorrundengruppe vor den Belgierinnen. Im Halbfinale siegte die deutsche Mannschaft mit 4:1 gegen Spanien, im Finale siegten die Niederländerinnen mit 2:0. Bei den Olympischen Spielen in Tokio belegte die deutsche Mannschaft den zweiten Platz in der Vorrunde. Im Viertelfinale schieden die Deutschen mit 0:3 gegen die Argentinierinnen aus. 2022 belegte Zimmermann mit der deutschen Mannschaft den vierten Platz bei der Weltmeisterschaft. Bei der Hallenhockey-Europameisterschaft in Hamburg siegte die deutsche Mannschaft im Finale mit 5:4 gegen die Niederländerinnen. Im Jahr darauf wurde die Mannschaft Dritte bei der Europameisterschaft 2023 in Mönchengladbach. Bei den Olympischen Spielen 2024 in Paris belegte Zimmermann mit der deutschen Mannschaft in der Vorrunde den dritten Platz. Im Viertelfinale unterlagen die Deutschen den Argentinierinnen im Shootout.
Sonja Zimmermann bestritt 113 Länderspiele, davon sechs in der Halle. (Stand 16. August 2024) 